# PzH 2000
Il PzH 2000 (Panzerhaubitze 2000) è un obice semovente da 155/52 mm, prodotto, per l'esercito tedesco,  da un consorzio formato dalle aziende Krauss-Maffei Wegmann e Rheinmetall.
Dopo la cancellazione del Crusader statunitense, è diventato il mezzo più moderno della sua categoria, potendo esso disporre di un sistema del controllo del tiro molto sofisticato, che può contare sul navigatore inerziale e anche sul GPS, su un meccanismo di caricamento automatico che permette ratei di fuoco molto elevati e la possibilità di sequenze di fino a 5 colpi a impatto simultaneo mediante MRSI (Multiple Rounds Simultaneous Impact).
La massa è elevata, anche per la protezione che si è inteso dargli contro le submunizioni. 
Il mezzo è stato adottato anche dagli eserciti di Paesi Bassi, Grecia e Italia, con quest'ultima che si è dotata di 68 esemplari costruiti su licenza dal consorzio IVECO-OTO Melara (CIO).

## Sistema di caricamento automatico
Il sistema di caricamento automatico delle granate del PzH 2000 può gestire fino a 60 granate. Le granate sono caricate dalla parte posteriore del mezzo e automaticamente stivate nel magazzino posto al centro dello chassis. Il sistema di caricamento automatico, che comprende, insieme al “flick rammer”, un sistema di controllo digitale per la gestione del rifornimento delle granate e un sistema di graduazione delle spolette per induzione, consente lo stivaggio di 60 granate da parte di due serventi in meno di 12 minuti. Il sistema di caricamento delle granate, che è stato realizzato per la loro movimentazione nella torretta senza alcuna limitazione, consente una celerità di tiro pari a: tre colpi in meno di dieci secondi; otto-nove colpi in un minuto; 20 colpi in tre minuti. Se necessario, i 60 colpi stivati nel PzH 2000 possono essere sparati senza interruzione del fuoco. Avvalendosi di un sistema di caricamento automatico migliorato, la celerità di tiro del PzH 2000 è stata determinata in 12 colpi in 59.74 secondi e di 20 colpi in un minuto e 47 secondi. L'elevata celerità di tiro fa sì che un obice da solo possa sviluppare un volume di fuoco pari a quello di tre M109L. In pratica, un gruppo su tre batterie di sei pezzi sviluppa un volume di fuoco quasi triplo rispetto a un gruppo M109L.

## Caratteristiche del cannone Rheinmetall da 155 mm L52
Il cannone da 155mm del PzH 2000, nelle sue componenti, otturatore, canna lunga 52 calibri e freno di bocca, è stato sviluppato e prodotto dalla Rheinmetall. La canna L52 è caratterizzata da una rigatura costituita da 60 righe (soluzione migliorativa rispetto alle 48 righe degli obici da 39 calibri attualmente in servizio) al fine di ridurre i problemi di usura, accentuati dalla maggior lunghezza della canna. Tale cannone è caratterizzato da una vita tecnica pari a 2 500 colpi a carica massima. La lunghezza della canna è di otto metri e il volume della camera a polvere è di 23 litri contro i circa 19 del calibro L39 che equipaggia gli M-109L.
Il semovente è in grado di utilizzare le cariche di lancio modulari DM 72 con gittate da 3 km fino a 30–40 km e le munizioni Vulcano con gittata fino a 70-80 km. Il sistema di cariche DM 72, che può essere impiegato anche con tutti i sistemi d'arma da 39 calibri, rispetto a quelle convenzionali a sacchetto offre facilità di uso e maneggio, incremento della celerità di tiro, ciclo di vita più lungo, riduzione dei residui della combustione.

## Operatori

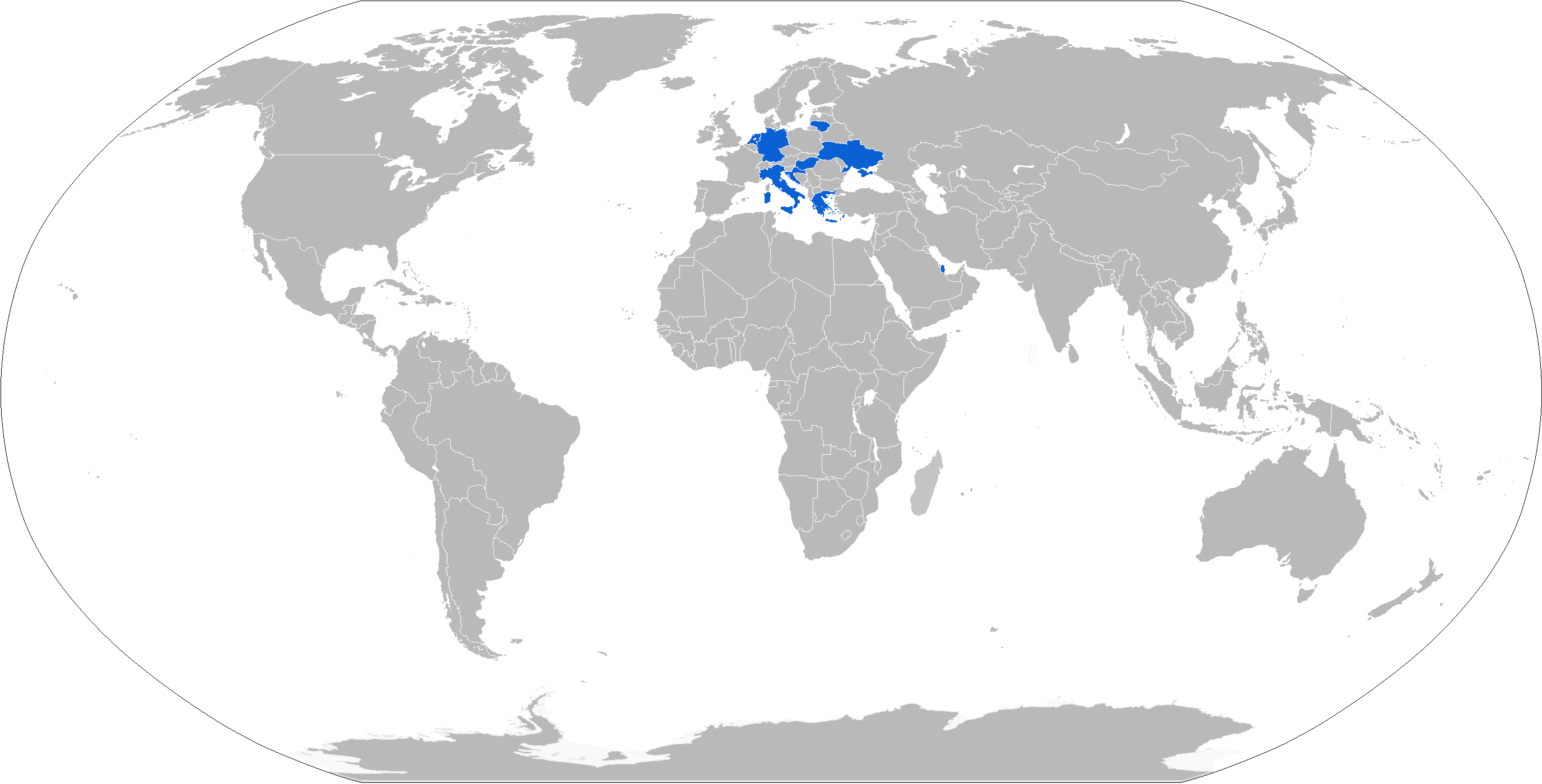
Mappa degli operatori di PzH 2000

Croazia
- Hrvatska kopnena vojska

16, di cui 12 per il servizio, 3 per le parti di ricambio e uno per l'addestramento, acquistati di seconda mano dalla Germania nel 2014 e consegnati tra il 2015 e il 2016.
 Germania
- Heer

185 acquistati nel 1996 e consegnati entro il 2002. 75 in servizio e 46 in riserva nel 2023. 16 venduti alla Croazia nel 2014, 21 venduti alla Lituania nel 2015 e 14 donati all'Ucraina nel 2022. 22 esemplari sono stati acquistati nel 2023. A febbraio 2024 è stato annunciato che ulteriori 18 Pzh 2000 verranno ceduti all'Ucraina tra il 2026 e il 2027.
 Grecia
- Ellinikós Stratós

24 PzH 2000HEL acquistati nel 2001 e consegnati tra il 2003 e il 2004.
 Italia
- Esercito Italiano

70 acquistati nel 2002, di cui 68 prodotti su licenza dal Consorzio Iveco-OTO Melara. 6 donati all'Ucraina nel 2022.
 Lituania
- Lietuvos kariuomenės Sausumos pajėgos

21 acquistati nel 2016 da surplus tedesco. 16 operativi, 2 utilizzati per l'addestramento e 3 come fonte di pezzi di ricambio.
 Paesi Bassi
- Koninklijke Landmacht

57 acquistati nel 2002, in seguito ridotti a 39, tutti consegnati tra il 2004 e il 2009. 8 donati all'Ucraina nel 2022.
 Qatar
- Esercito del Qatar

24 PzH 2000 acquistati nel 2013.
 Ucraina
- Forze terrestri ucraine

14 donati dalla Germania nel 2022 in tre lotti da 7, 3 e 4 esemplari, 8 donati dai Paesi Bassi in due lotti da 5 e 3 esemplari nel 2022 e 6 donati dall'Italia nel 2022. Altri 18 esemplari tedeschi verranno consegnati tra il 2026 e il 2027.
 Ungheria
- Magyar Honvédség

24 acquistati nel 2018 e consegnati a partire dal 2022.

## Galleria d'immagini

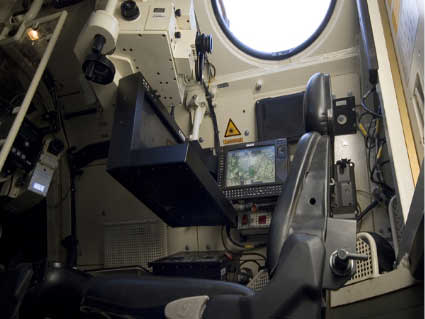
Interno del PzH 2000
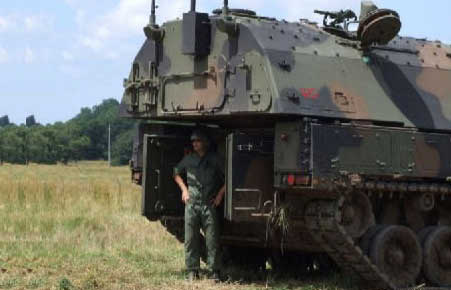
Retro del PzH 2000 con portellone aperto
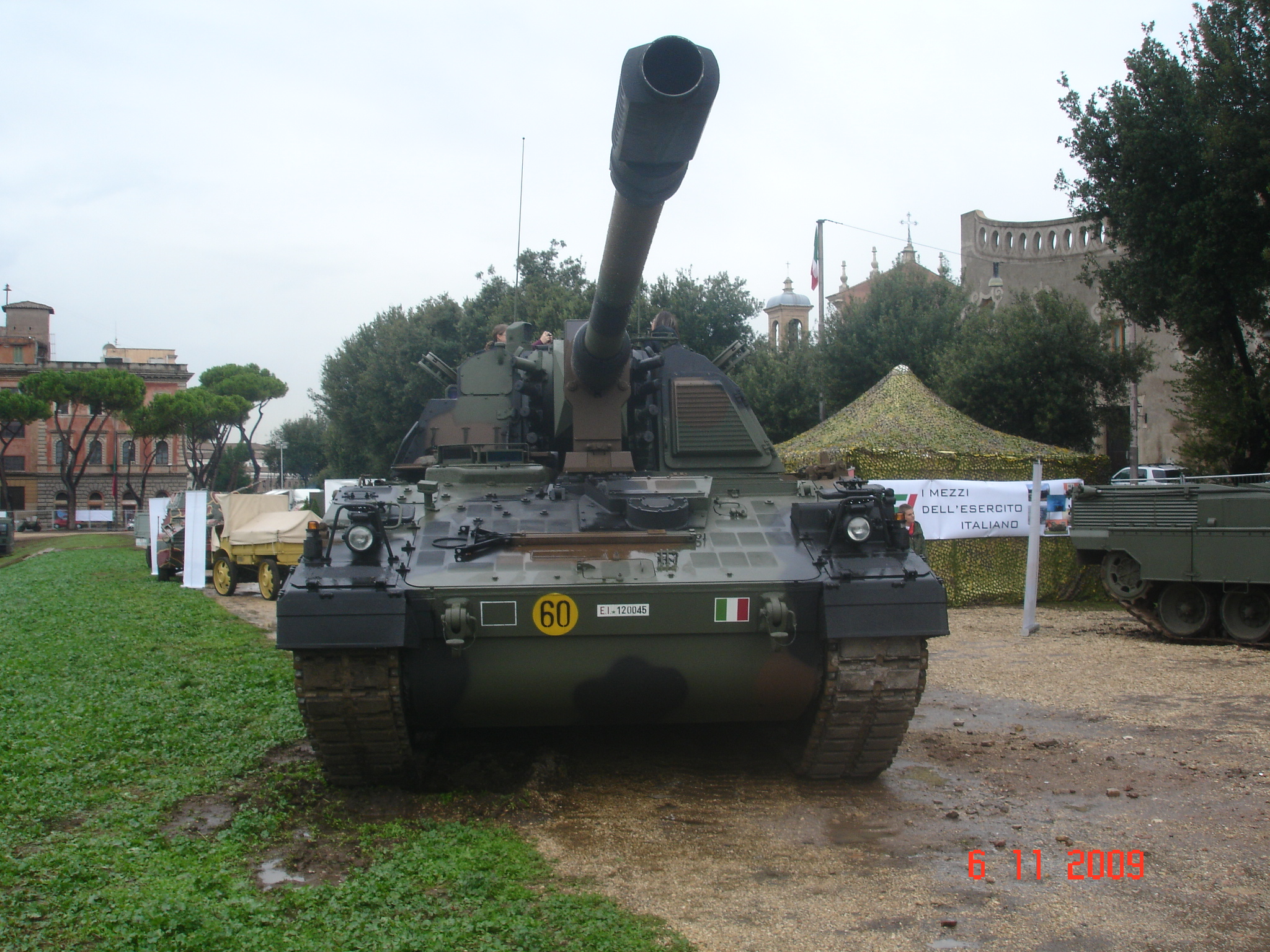
Vista frontale del PzH 2000
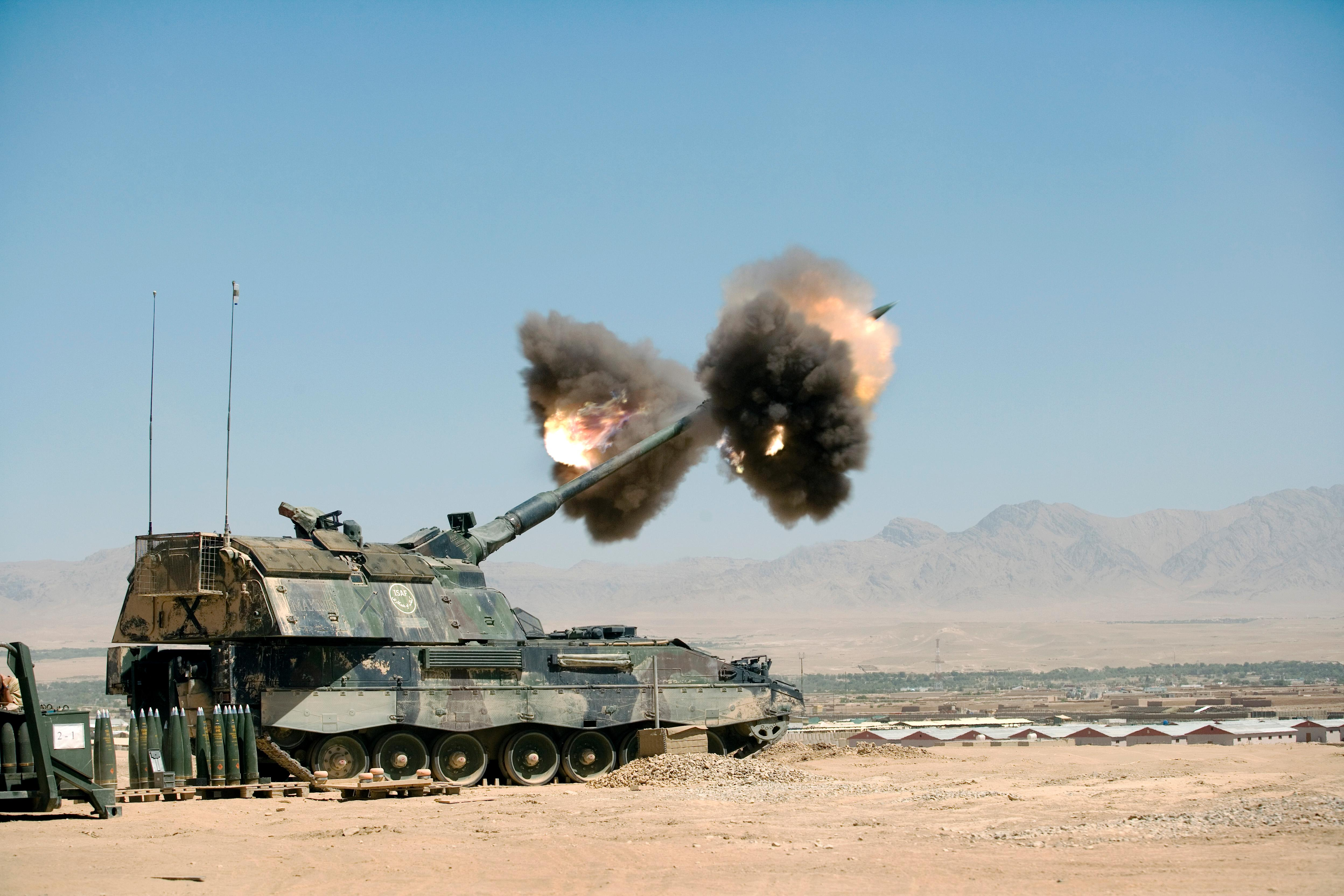
PzH 2000 della 13th Gemechaniseerde Brigade olandese in Afghanistan, 2007